# Harald Öhquist

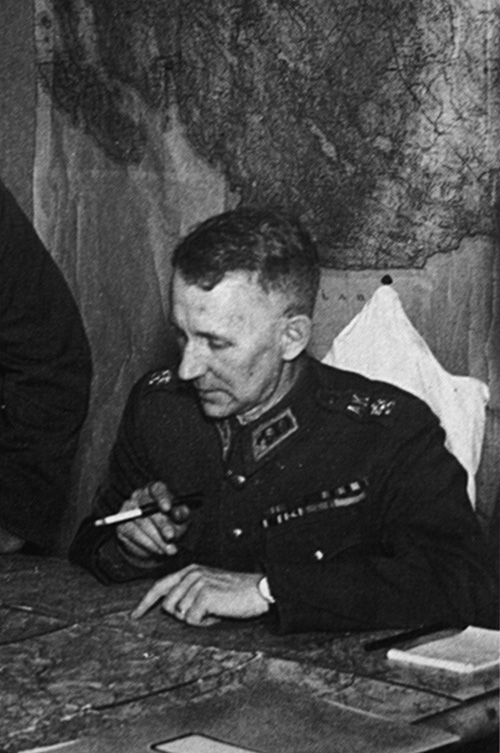
Generalleutnant Harald Öhquist (1941)

Harald Öhquist (* 1. März 1891 in Helsinki; † 10. Februar 1971 ebenda) war ein finnischer Offizier, der zuletzt Generalleutnant der Verteidigungsstreitkräfte war.

## Leben
Harald Öhquist, Sohn des Schriftstellers und Kunsthistorikers Johannes Öhquist (1861–1949) und dessen erster Ehefrau Helene Julie Dorothee, geb. von Collins (1862–1946), begann nach dem Schulbesuch 1908 ein Studium an der Universität Helsinki und schloss dieses 1914 ab. Während des Ersten Weltkrieges diente er ab 1915 bei den Finnischen Jägern des Großfürstentums Finnland, die ab 1916 im Deutschen Kaiserreich militärisch ausgebildet und nachfolgend im Bataillonsverband des Königlich-Preußischen Jäger-Bataillons Nr. 27 an der Ostfront eingesetzt. Ab Juni 1916 wurden die finnischen Jäger in Kurland im Stellungskrieg an der Misse bei Mitau eingesetzt, westlich der Bahnstrecke Mitau–Riga. Nach dem Tode seiner Mutter heiratete sein Vater Johannes Öhquist die Übersetzerin Margarita Emilia Minna Winter, die daraufhin seine Stiefmutter wurde. Er nahm vom 27. Januar bis zum 5. Mai 1918 auch am Finnischen Bürgerkrieg und war als Major Kommandeur des 9. Jägerbataillons (9. jääkäripataljoona) in Viipuri.
Im Anschluss wurde Öhquist am 1. September 1918 als Nachfolger von Oberstleutnant Lauri Arvi Sarin Kommandeur des Karelischen Garderegiments (Karjalan kaartin rykmentti) und verblieb auf diesem Posten bis zum 20. August 1925, woraufhin Oberst Lauri Tiainen sein Nachfolger wurde. Während dieser Zeit wurde er ebenfalls zum Oberstleutnant (Everstiluutnantti) befördert und übernahm am zwischen dem 20. August 1925 und dem 1. Juli 1933 den Posten als Befehlshaber der 2. Division. Zugleich fungierte er vom 20. August 1925 bis zum 1. Juli 1933 auch als Stadtkommandant von Viipuri. In diesen Verwendungen erfolgte am 6. Dezember 1925 seine Beförderung zum Oberst (Eversti) sowie am 14. August 1930 auch zum Generalmajor (Kenraalimajuri). Er war zwischen dem 1. Juli 1933 und dem 14. Oktober 1939 Kommandierender General des Heereskorps und wurde als solcher am 6. Dezember 1936 zum Generalleutnant (Kenraaliluutnantti) befördert.
Nach Beginn des Zweiten Weltkrieges wurde Generalleutnant Harald Öhquist am 14. Oktober 1939 Kommandierender General des II. Heereskorps (II armeijakunta), das vom 30. November 1939 bis zum 13. März 1940 in der Karelischen Landenge im Winterkrieg gegen die Sowjetunion eingesetzt war. Anschließend fungierte er zwischen dem 11. April 1940 und dem 18. Juni 1941 als Generalinspekteur des Heeres (Maavoimat) und war danach vom 18. Juni 1941 bis zum 28. Januar 1942 Vertreter des Oberkommandierenden der Streitkräfte Finnlands beim Oberkommando der Wehrmacht (OKW). Während des in dieser Zeit begonnenen Fortsetzungskrieges (25. Juni 1941 bis 19. September 1944) war er im Anschluss zwischen dem 28. Januar 1942 und dem 4. März 1944 Kommandierender General der Armee an der Karelischen Landenge.
Im Anschluss fungierte Öhquist vom 5. März 1944 bis zum 1. März 1951 als Generalinspekteur für militärische Ausbildung sowie zusätzlich nach dem Zweiten Weltkrieg zwischen dem 5. Dezember 1945 und dem 1. März 1951 als Inspekteur der Infanterie. Am 1. März 1951 schied er aus dem aktiven Militärdienst aus und trat in den Ruhestand.